# Henry Clay Frick

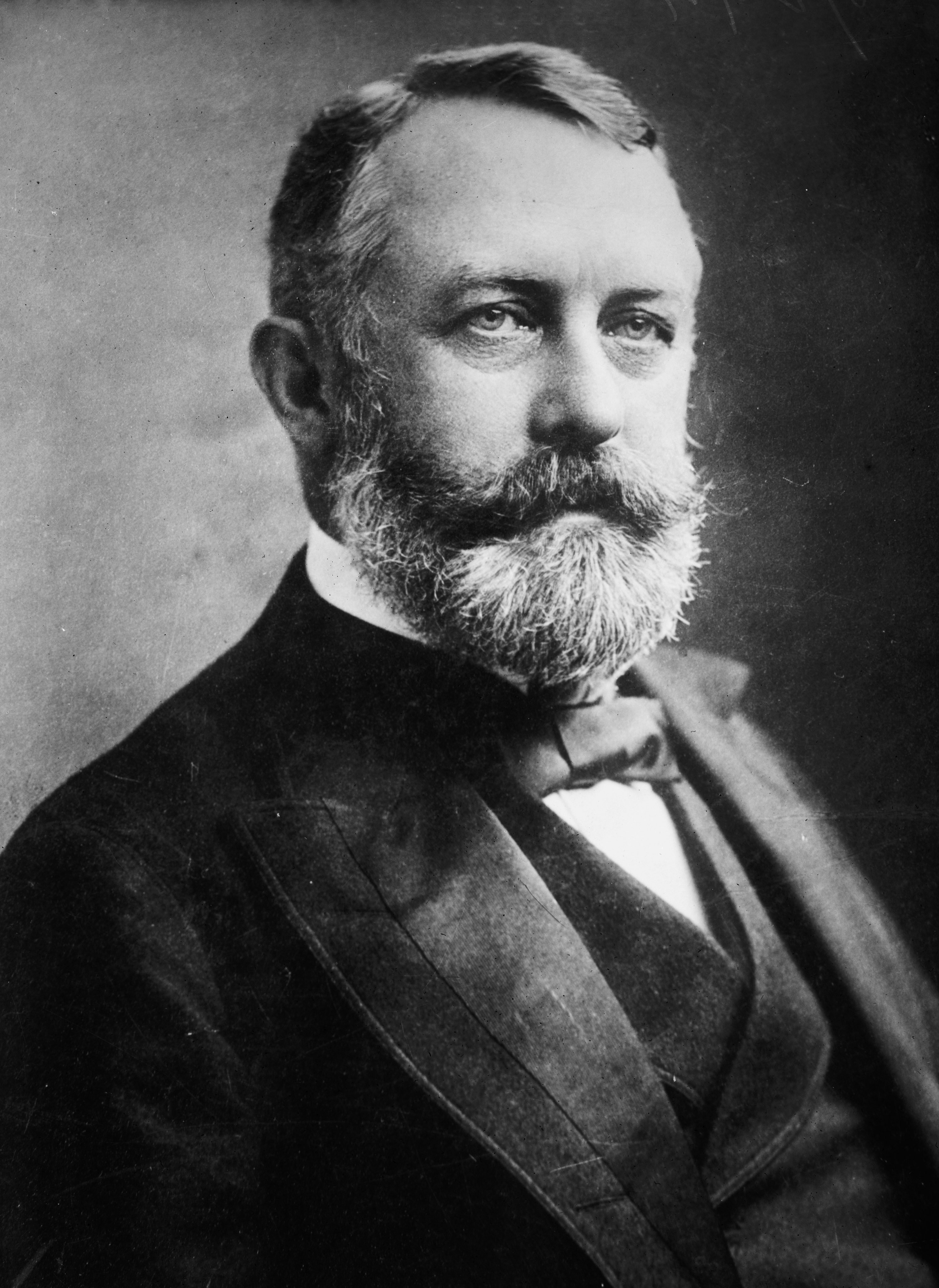
Henry Clay Frick.

Henry Clay Frick, född 19 december 1849 i Westmoreland County, Pennsylvania, död 2 december 1919 i New York, var en amerikansk industrimagnat, finansman och mecenat. 
Frick grundade H.C. Frick & Company som tillverkade koks, var ordförande i Carnegie Steel och var en viktig figur i grundandet av stålkoncernen U.S. Steel. Han finansierade byggandet av Pennsylvania Railroad och Reading Company och ägde ett stort antal fastigheter i Pittsburgh och övriga Pennsylvania. Han byggde senare i sitt liv den neoklassiska Henry Clay Frick House (som i dag är ett landmärke i Manhattan) och donerade vid sin död en stor samling av målningar och möbler till det nyskapade Frick Collection. Han har kallats för "den mest hatade mannen i USA" och har av både allmänheten och historiker ansetts varit särskilt hänsynslös och omoralisk i sina affärsförehavanden.